# Дуэнья

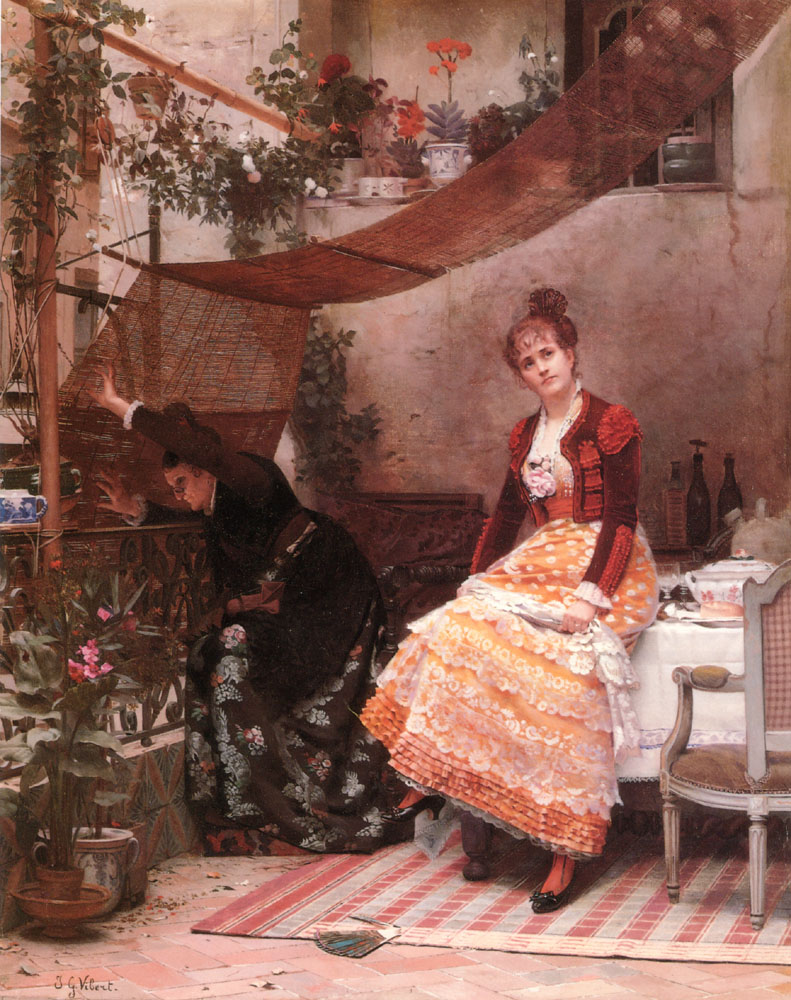
Жан Жорж Вибер. «Где же он?» (1860—1866)

Дуэнья (исп. dueña, дословно — «госпожа, хозяйка»), в Испании и испаноязычных странах — пожилая женщина, как правило — старая дева, воспитательница девушки или молодой женщины-дворянки, всюду её сопровождающая и следящая за её поведением. Дуэньи были и у испанских королев.
В более широком смысле — пожилая женщина, наблюдающая за кем-либо или ведущая хозяйство. Во французской и английской культурах для обозначения такой сопровождающей использовалось французское слово шаперон (фр. chaperon «защитник, покровитель», изначально — плащ, накидка с капюшоном, вид головного убора, а в переносном смысле «защита, покров»), имеющее и другие, в частности производные значения. В исламе сопровождать девушку в общественных местах имеет право мужчина одной из предписанных степеней кровного родства, свойства либо молочный брат; такой сопровождающий называется махрам.

## Образ дуэньи в искусстве
В XX веке кино не раз обращалось к образу дуэньи. Как правило, это был комический образ.
В 1946 году в Ленинграде в Театре оперы и балета им. С. М. Кирова состоялась премьера лирико-комической оперы С. С. Прокофьева «Дуэнья», получившая затем название «Обручение в монастыре».
В 1971 году режиссёр Жерар Ури снял фильм «Мания величия», в котором был создан образ доньи Хуаны — дуэньи испанской королевы. Донна Хуана по ошибке думала, будто Рюи Блаз влюблён не в королеву, а в неё, что создавало множество комических ситуаций.
В 1978 году вышел советский музыкальный фильм «Дуэнья» (экранизация пьесы Ричарда Шеридана 1775 года) на музыку Тихона Хренникова, в котором деятельная дуэнья Доротея (Татьяна Васильева) решает прибрать к рукам богатого ростовщика Мендосо, за которого насильно хотят выдать её воспитанницу Инессу, и заодно помочь Инессе выйти замуж за Антонио, которого та любит.
В 1983 году в Москве в Музыкальном театре им. Станиславского и Немировича-Данченко состоялась мировая премьера комической оперы Т. Н. Хренникова «Доротея» на сюжет пьесы «Дуэнья».